# Schenectady (petroliera)
La SS Schenectady (in seguito P/c Diodato Tripcovich) fu una petroliera T2 costruita durante la seconda guerra mondiale per la United States Maritime Commission. Fu la prima petroliera costruita dai cantieri della Kaiser Shipyards di Swan Island a Portland, in Oregon, dove fu varata il 24 ottobre 1942. Prese il nome dalla città di Schenectady. Al termine delle prime prove in mare, la nave si spezzò letteralmente in due. Riparata con successo, dopo la fine della guerra fu venduta all'italiana Diodato Tripcovich, con la quale rimase in servizio fino al 1962. Il suo caso viene spesso citato nella letteratura tecnica come esempio di frattura fragile.

## Frattura dello scafo
Il 16 gennaio 1943, al termine delle prove in mare, fu ormeggiata, con mare calmo, al molo di Swan Island. Senza preavviso, e con un rumore che fu udito da almeno un chilometro e mezzo, lo scafo si spezzò a metà, appena dietro alla sovrastruttura. La crepa passava da sinistra a dritta, con le due parti dello scafo unite solo per la piastra di fondo. La prua e la poppa sprofondarono in mare, lasciando la parte centrale fratturata sollevata sopra il livello del mare. La Schenectady non fu la prima nave a fratturarsi in questo modo, c'erano stati almeno altri 10 casi in precedenza e molti altri seguirono, ma è stato tra i più importanti, in quanto si è verificato sotto la vista di molti testimoni ed è stato riportato da numerosi giornali, nonostante fosse in pieno corso la seconda guerra mondiale.
All'epoca non si riuscì a capire la causa della frattura. Il rapporto ufficiale della Guardia Costiera diede la colpa ad una saldatura difettosa, anche se la commissione di inchiesta esaminò diversi altri fattori, tra cui possibili repentine variazioni climatiche o difetti progettuali. I difetti di saldatura divennero la spiegazione più comune per giustificare questi incidenti, soprattutto dopo che si riscontrò che in diversi cantieri si adottavano procedure di saldatura errate. Ma anche all'epoca il motivo della nascita di una frattura veniva identificato con certezza solo in meno della metà dei casi. Successivi studi indicarono che il collasso della Schenectady fu dovuto ad una frattura fragile, causata da acciaio di basso grado. Nella stagione fredda, a contatto con l'acqua dell'oceano, l'acciaio sarebbe diventato estremamente fragile, aggravando eventuali anomalie esistenti e diventando molto più soggetto alla frattura.

## Servizio
La Schenectady fu riparata con successo ed entrò in servizio nell'aprile 1943.
I dati di servizio successivi non sono chiari, ma è noto che raggiunse la California il 10 giugno 1944, probabilmente per entrare nella flotta di petroliere della United States Navy. Durante il 1945 navigò in Australia, nel Golfo Persico, in Nuova Zelanda, nelle isole Marshall, poi Curaçao e di nuovo alle Marshall, passando per il Canale di Panama, proseguì nelle isole dell'Ammiragliato ed infine giunse a Ulithi, prima di tornare a casa a San Pedro, dove giunse il 20 maggio 1945. Nelle isole Marshall e a Ulithi fu coinvolta in combattimenti. Al termine della guerra, nel luglio 1946, fu trasferita nella National Defense Reserve Fleet. Nel 1948 fu venduta alla Diodato Tripcovich Shipping Corporation di Trieste e rinominata Diodato Tripcovich. Fu demolita a Genova nel 1962.